# Friedel Tiekötter
Friedel Tiekötter (* 12. Mai 1935) ist ein ehemaliger deutscher Fußballspieler.

## Werdegang
Tiekötter begann seine Karriere beim Bielefelder Stadtteilverein VfL Schildesche, mit dem er im Jahre 1957 in die seinerzeit viertklassige Landesliga Westfalen aufstieg. Daraufhin wechselte Tiekötter zum VfL Osnabrück in die Oberliga Nord. Der Mittelfeldspieler absolvierte zwischen 1957 und 1961 insgesamt 75 Oberligaspiele und erzielte dabei sechs Tore. Im Sommer 1961 kehrte Tiekötter nach Bielefeld zurück und schloss sich der SpVgg Fichte Bielefeld an.
Nach seiner aktiven Karriere wirkte Tiekötter als Trainer bei den Bielefelder Amateurvereinen VfL Schildesche, Union Vilsendorf und TuS 04 Sudbrack.